# Kay Davies

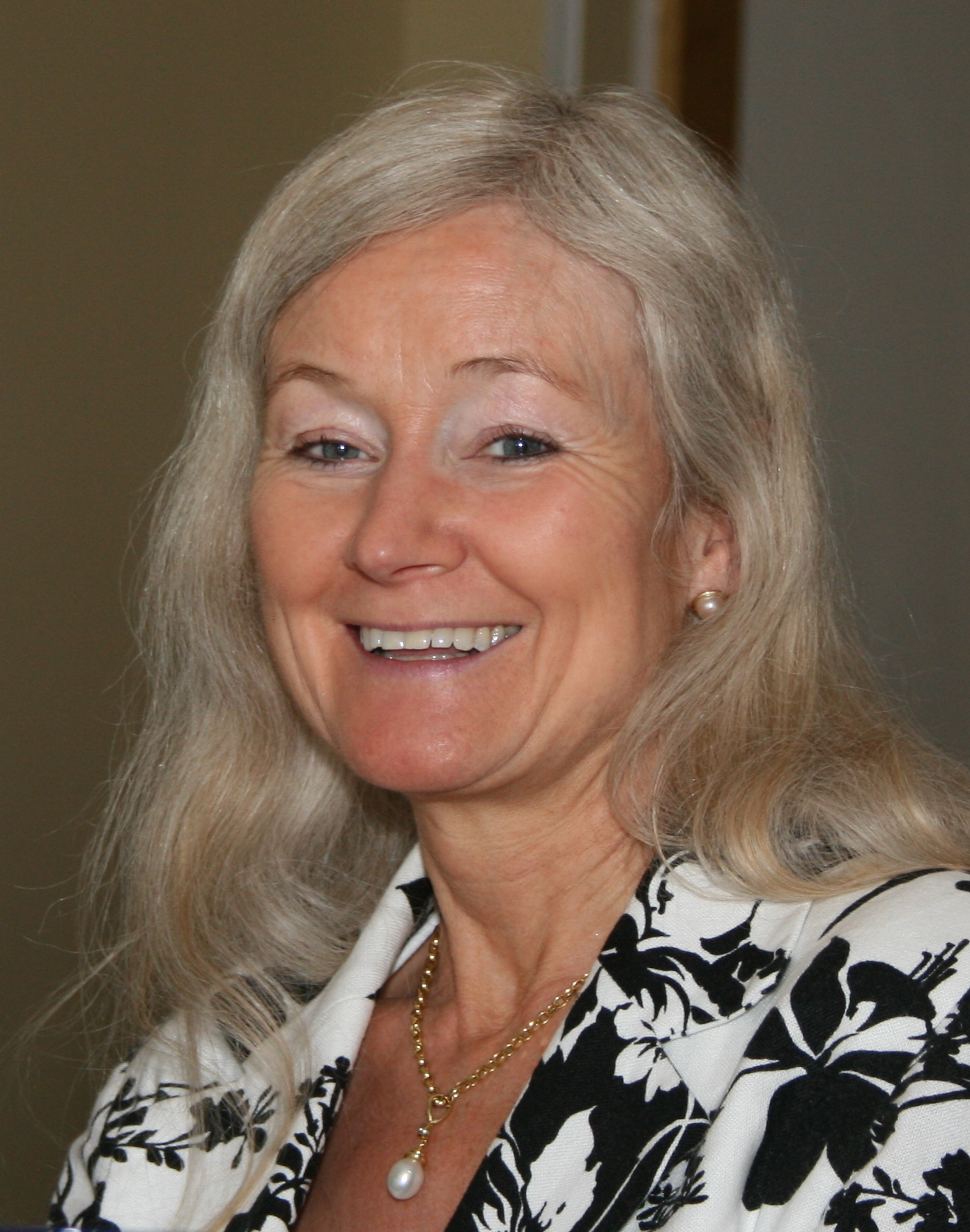
Kay Davies (2008)

Dame Kay Davies DBE, geborene Partridge, (* 1. April 1951 in Stourbridge) ist eine britische Humangenetikerin.
Davies studierte an der Universität Oxford am Somerville College und war Junior Research Fellow am Wolfson College. 1976 wurde sie promoviert (Dissertation: Structure and function of Chromatin from the slime mould Physarum polycephalum).  1998 wurde sie Dr. Lee's Professor für Anatomie und stand 2008 bis 2011 der Abteilung Physiologie, Anatomie und Genetik der Universität Oxford vor.
Sie befasst sich mit den molekulargenetischen Grundlagen von menschlichen Erbkrankheiten, insbesondere neurologische und neuromuskuläre. Sie ist besonders bekannt für Forschungen und die Entwicklung eines pränatalen Tests und von Therapien für Muskeldystrophie Duchenne (DMD). 1999 gründete sie die MRC Functional Genomics Unit zur Aufklärung der Funktion der für das Nervensystem zuständigen menschlichen Gene. 2000 gründete sie mit der Physiologin Frances Ashcroft und dem Statistiker Peter Donnelly das interdisziplinäre Oxford Centre of Gene Function, das 2003 ein eigenes Gebäude erhielt. Dort ist sie Ko-Direktorin und sie ist außerdem Ko-Direktorin des MDUK Oxford Neuromuscular Centre.
Kay Davies ist Fellow der Royal Society (2003) und Fellow der Academy of Medical Sciences seit ihrer Gründung 1998. Sie ist Honorary Fellow des Somerville College in Oxford. 2018 hielt sie die Croonian Lecture und 2013 die Harveian Oration. 2015 erhielt sie den William Allan Award der American Society of Human Genetics und hielt 2010 die Joan Mott Prize Lecture der Physiological Society in London. Sie wurde 2008 Governor des Wellcome Trust und wurde 2013 dessen stellvertretende Vorsitzende. 2014 erhielt sie den Lifetime Achievement Award von WISE (Women in to Science and Engineering).
2020 leitete sie mit Richard P. Lifton den Bericht über Genforschung und -manipulationen (Hereditary Human Genome Editing) der National Academies of Sciences, Engineering, and Medicine und der Royal Society.
1973 heiratete sie den Chemiker Stephen G. Davies (2000 wurden sie geschieden), mit dem sie einen Sohn hat. Sie ist geadelt (CBE, DBE 2008) und trägt den Titel Dame Commander.

## Schriften (Auswahl)
- mit S. T. Reeders, D. J. Weatherall u. a.: A highly polymorphic DNA marker linked to adult polycystic kidney disease on chromosome 16, Nature, Band 317, 1985, S. 542–544
- mit L. M. Brzustowicz, T. C. Gilliam u. a.: Genetic mapping of chronic childhood-onset spinal muscular atrophy to chromosome 5q1 1.2–13.3, Nature, Band 344, 1990, S. 540–541
- mit G. Acsadi u. a.: Human dystrophin expression in mdx mice after intramuscular injection of DNA constructs, Nature, Band 352, 1991, S. 815–818
- mit F. Francis, T. Meitinger u. a.: A gene (PEX) with homologies to endopeptidases is mutated in patients with X–linked hypophosphatemic rickets, Nature Genetics, Band 11, 1995, S. 130–136
- mit A. E. Deconinck u. a.: Utrophin-dystrophin-deficient mice as a model for Duchenne muscular dystrophy, Cell, Band 90, 1997, S. 717–727
- mit J. Tinsley u. a.: Expression of full-length utrophin prevents muscular dystrophy in mdx mice, Nature Medicine, Band 4, 1998, S. 1441–1444
- mit P. M. Nolan u. a.: A systematic, genome-wide, phenotype-driven mutagenesis programme for gene function studies in the mouse, Nature Genetics, Band 25, 2000, S. 440–443
- mit D. J. Blake, A. Weir, S. E. Newey: Function and genetics of dystrophin and dystrophin-related proteins in muscle, Physiological Reviews, Band 82, 2002, S. 291–329, PMID 11917091
- mit S. C. Vernes, Simon E. Fisher u. a.: A functional genetic link between distinct developmental language disorders, New England Journal of Medicine, Band 359, 2008, S. 2337–2345